# 斯季若克
50°10′47″N 25°51′57″E / 50.17972°N 25.86583°E
斯季若克（烏克蘭語：Стіжок）是位於烏克蘭西部特諾皮爾州裏克列梅涅茨區的村莊，始建於890年，面積2.553平方公里，2007年人口449，人口密度每平方公里175.87人。